# Ананий Попанастасов
Ананий Попанастасов е български духовник, протойерей, и революционер, деец на Вътрешната македоно-одринска революционна организация.

## Биография
Попанастасов е роден на 13 март 1871 година в Кокошине, в Османската империя, днес Северна Македония. Ръкоположен е за свещеник в 1893 година и от 1894 до 1913 година служи в Куманово. Влиза във ВМОРО и в 1899 година при Винишката афера е заловен и изтезаван – бит е по краката и горен по корема с нажежено желязо.
Участва в Илинденско-Преображенското въстание в 1903 година. Член е на околийския комитет на ВМОРО в Куманово. В 1907 година е арестуван на Преображение и затворен за революционна дейност в скопския затвор Куршумли хан.
През 1913 година с риск за живота си влиза в делегацията от местни българи, които отиват в София да изнесат факти за злодействата на новите сръбски окупационни власти. Подава молба за постъпване в Македоно-одринското опълчение, но от Щаба му отказват поради напредналата му възраст и преминалата нужда от опълченци. Става свещеник в Нови пазар. При избухването на Междусъюзническата война се явява със 150 доброволци в Щаба на Македоно-одринското опълчение в Драмче. След войната, когато Кумановско остава в Сърбия, отец Ананий отново става свещеник в Нови пазар до 1915 година, когато при намесата на България в Първата световна война, той влиза с българските войски в Куманово и служи в града до 1918 година, когато българската армия се изтегля.
От 1921 до 1938 година служи в гара Криводол, Врачанско. В 1924 година е убит синът му Васил Попананиев (Попанастасов) като четник на ВМРО в Кратовско.
При освобождението на Вардарска Македония в 1941 година отец Ананий се връща в Куманово, където е посрещнат от огромен митинг и внесен на ръце в града. Избран е в местното настоятелство на Илинденска организация. Ананий Попанастасов умира на 31 октомври 1941 година в Куманово.